# Elof (förfader till ätten vingad pil)
Elof var bror till Birger jarl. Hans fadersnamn är inte känt, och på grund av att hans barn använde ett sigill med en vingad pil har man antagit att han var son till Ingrid Ylva i ett andra gifte.
Elof är framför allt känd genom ett brev från 1268 skrivet på Vadstena kungsgård Häri kungör han att han, med sin hustrus samtycke, har skänkt sin gård i Aspelunda med alla tillägor till Alvastra kloster, där han också väljer sin gravplats.
Namnet på Elofs hustru(r) är okänt. Det är också ovisst om han själv förde det vapen ("vingad pil") som hans barn gjorde.
Elof hade tre barn, vilka alltså var kusiner till kung Valdemar Birgersson:
1. Bengt Elofsson (vingad pil)
2. Ingeborg Elofsdotter (vingad pil), gift med riddaren, lagmannen i Södermanland och riksrådet Anund Haraldsson (vingad lilja) (död 1291) med vilken hon fick dottern Helga Anundsdotter (vingad lilja), som gifte sig med först med drots Magnus Ragvaldsson (död 1285) och sedan med Rörik Birgersson och blev mor till Margareta Röriksdotter. Ingeborg ärvde efter sin make en del gårds- och jordinnehav, bland annat två gårdar i Åsby utanför Arboga.
3. Cecilia Elofsdotter (vingad pil), gift med Magnus Karlsson (Lejonbalk)